# Tama megye
Tama megye az Amerikai Egyesült Államokban, azon belül Iowa államban található. Megyeszékhelye Toledo, legnagyobb városa Tama. Lakosainak száma 17 135 fő (2020. április 1.). Tama megye Black Hawk, Poweshiek, Benton, Iowa, Jasper, Marshall és Grundy megyékkel határos.

## Népesség
A megye népességének változása:
| Lakosok száma | 17 725 | 17 628 | 17 542 | 17 576 | 17 337 | 17 135 |
|               | 2010   | 2011   | 2012   | 2013   | 2015   | 2020   |